# ゲイル・ホルデ
ゲイル・ヒルマル・ハールデ（アイスランド語: Geir Hilmar Haarde、発音: [ˈceɪːr̯ ˈhɪlmar̯ ˈhɔrtɛ]、1951年4月8日 - ）は、アイスランドの政治家。首相（21代）、財務大臣、外務大臣（19代）を歴任した。日本の報道等ではハーデと書かれることもある。
家族や一族共通の姓を持たないのがアイスランド人の慣習であるが、ゲイルは父がノルウェー人であるため、姓をもつ。しかし、アイスランド国内では公式の場でも「ゲイル」と呼ばれる。

## 経歴
レイキャビク生まれ。アメリカのブランダイス大学を卒業した後、ジョンズ・ホプキンス大学で国際関係学、ミネソタ大学で経済学の修士号を取得した。
帰国後は、1977年にアイスランド中央銀行の研究員、1983年に財務大臣の特別顧問、1987年からは国会議員となった。
1998年4月から2005年9月までは財務大臣、2005年9月から2006年6月までは外務大臣を務めた。2005年10月には、ダビッド・オッドソンの後継者として、独立党の党首に選出され、2006年5月に行われた地方選挙での進歩党の敗北による、ハルドール・アウスグリムソン首相の辞任に伴い、6月15日に組閣を行い、首相に就任した。
2009年1月に、食道に悪性の腫瘍が見つかり、手術のために首相を辞任すると発表、同年2月1日に辞任した。後任はヨハンナ・シグルザルドッティル。
2010年9月、2008年のアイスランド金融危機を巡る対応についての弾劾のための特別法廷が行われることが議会で決まり、2012年4月23日、同特別法廷は、閣僚らと十分に協議しない怠慢があり、一部の罪状について有罪とする判決を出した。
2015年2月24日、ホワイトハウスでバラク・オバマ米大統領に信任状を捧呈し、在アメリカ合衆国大使として着任。2019年まで駐米大使を務め上げた。